# Platysenta obsoleta
Platysenta obsoleta är en fjärilsart som beskrevs av Embrik Strand 1921. Platysenta obsoleta ingår i släktet Platysenta och familjen nattflyn. Inga underarter finns listade i Catalogue of Life.